# Joaquín Rivera
Joaquín Rivera Bragas (n. 25 de julio de 1795, Tegucigalpa, Honduras - f. 6 de febrero de 1845, Comayagua, Honduras) fue un político, militar y Jefe de Estado de Honduras entre 1833 y 1836.
Comulgaba con las ideas de Francisco Morazán. Fue capturado por los conservadores durante una invasión a Honduras, y posteriormente juzgado y fusilado, durante el gobierno de Coronado Chávez.

## Trayectoria
Sus padres fueron el señor Mariano Rivera Alemán y Dolores Bragas Betancourt. Fue bautizado un 31 de julio de 1795 por el presbítero Juan Francisco Márquez, en la iglesia parroquial de Tegucigalpa. Contrajo matrimonio con Teresa Márquez Díaz, hija del general José Antonio Márquez. Recibió su primera educación en la escuela del Presbítero Francisco Antonio Márquez; seguidamente se enroló en el ejército con el fin de luchar por la filosofía libertadora.
Siendo muy joven se distinguió como abanderado de la independencia y se unió a las fuerzas del general José Francisco Morazán Quezada, siguiendo su filosofía contra las ideas conservadoras que regían a Centroamérica.
Debido al valor y madurez mostrado, con 29 años de edad le fue otorgado la Jefatura del Estado en 1825, cargo que no aceptó, mencionando que no había sido elegido por el pueblo, sino por la Asamblea.
Aceptó el cargo de Intendente de la Villa de San Miguel de Heredia de Tegucigalpa y la Jefatura de estado recayó en el general José Antonio Márquez.

## Jefatura de Estado
En marzo de 1832, José Francisco Milla Guevara actuando como jefe de Estado, convocó a elecciones. Tras estas, el 31 de diciembre la Asamblea Legislativa nombró como jefe de Estado a Joaquín Rivera, ya veterano en la carrera militar y con 37 años de edad, y al coronel Francisco Ferrera como vicejefe. Tomaron posesión el 7 de enero de 1833.
Un mes después de iniciada su administración se adoptó el voto popular directo, para designar los funcionarios de carácter electivo. Durante su gobierno se impulsó el desarrollo del país, se abrieron concesiones de empresas mineras, amplió el derecho a las libertades civiles y redujo la deuda pública, contraída mediante empréstitos, y fomentó la educación.
El 24 de septiembre de 1833, con permiso de la Asamblea, quedó la jefatura interina en el coronel Francisco Ferrera. Rivera retomó el poder el 10 de enero del año siguiente. El 10 de septiembre de 1844, nuevamente y por motivos de salud dejó la Jefatura en manos del consejero José María Bustillo, retomándola el 1 de octubre de 1835.
El 1 de junio de 1836, dos años antes de la separación de Honduras de la Federación Centroamericana, Rivera expuso a la Asamblea Nacional un mensaje en el que señalaba los principales problemas que enfrentaba la construcción del Estado hondureño en esos tiempos. Las exigencias de Rivera Bragas fueron tomados por el conservadurismo como un levantamiento de masas o una revolución, es por ello que el 24 de diciembre de 1836 hubo un motín en contra de las autoridades hondureñas en Tegucigalpa, la cual quedó asolada según notas oficiales, debido a que la mayor parte de los moradores huyeron al monte. El gobierno restableció el orden y más tarde decretó una amnistía a los insurrectos, exceptuando de ella a los que instigaron los conatos, mismos que fueron tomados como ejemplo por el pueblo de Olancho para su primer levantamiento en 1838.
El 31 de diciembre de 1836 concluyó el periodo de gobierno de Rivera, sin haberse electo sus legítimos sustitutos, por lo que el consejero presidente José María Martínez se hizo cargo del poder.

## Muerte
Durante la tercera invasión conservadora al territorio hondureño, Joaquín Rivera fue capturado, hecho prisionero y juzgado por un Tribunal ad-hoc en la presidencia de Coronado Chávez, condenado y posteriormente ejecutado mediante fusilamiento en la Plaza la Merced de Comayagua en fecha 6 de febrero de 1845, a las 11:00 horas.